# Буэно, Альберто
Альбе́рто Буэ́но Ка́льво (исп. Alberto Bueno Calvo; род. 20 марта 1988[…], Мадрид) — испанский футболист, игравший на позиции полузащитника.

## Клубная карьера
Карьера Альберто началась с молодёжной команды «Реал Мадрида». В сезоне 2005/06 года Буэно забил 37 голов за 37 матчей. В следующем сезоне он играл уже за «Реал Мадрид Кастилья», проведя во втором Дивизионе 31 игру.
В августе 2007 года Буэно подписал контракт с «Реал Мадридом» в качестве профессионала для игры в первой команде. Тренер главной команды Бернд Шустер взял игрока на предсезонную подготовку, во время которой команда сыграла дружеский матча с футбольным клубом «Локомотив», но во время перерыва его заменил другой игрок, Хавьер Бальбоа.
11 ноября 2008 года в связи с травмированием нескольких игроков в команде состоялся официальный дебют Буэно в Копа дель Рей. Это был домашний матч против команды третьего дивизиона «Реал Унион». Спустя несколько минут после выхода на поле Альберто забил гол, который принёс команде окончательную победу, однако, по сумме двух матчей «Реал» все же должен был прекратить выступление в турнире. 11 дней спустя состоялся его дебют в Ла Лиге в качестве замены для Рауля в матче против «Рекреативо».
15 июля 2009 года Буэно приобрёл «Вальядолид», подписав с ним контракт на 5 лет, однако «Реал Мадрид», согласно контракту, ещё имел возможность выкупить игрока в течение двух лет. Во время своего первого сезона в новой команде Альберто играл с перерывами, так как его клуб вылетел из высшей лиги.
30 августа 2010 года английский клуб «Дерби Каунти» объявил, что Буэно будет арендован на игру против «Куинз Парк Рейнджерс». Эта сделка была очень близка к завершению в сроки закрытия трансферного окна. А на следующий день оказалось, что игрок подписал контракт аренды сроком на 1 сезон. В составе англичан он дебютировал в матче против «Шеффилд Юнайтед». Первые голы футболиста были забиты в ворота «Кристал Пэлас», за ними последовали голы в ворота «Престон Норт Энд». Благодаря хорошей игре в обоих случаях он получил звание лучшего футболиста матча.